# Facidina
Facidina là một chi bướm đêm thuộc họ Erebidae.

## Các loài
- Facidina polystigma Lower, 1903
- Facidina spilophracta Turner, 1933